# Pimpla romeroi
Pimpla romeroi är en stekelart som beskrevs av Ian D. Gauld 1991. Pimpla romeroi ingår i släktet Pimpla och familjen brokparasitsteklar. Inga underarter finns listade i Catalogue of Life.